# Carlo Asinari
Carlo Asinari (n. 3 noiembrie 1884, Torino, Italia – d. 2 februarie 1953, Torino, Italia) a fost un călăreț ce a reprezentat Italia, medaliat olimpic. A participat la o ediție a Jocurilor Olimpice (1920) în care a câștigat o medalie de argint și o medalie de bronz.